# 黑石公寓
黑石公寓（英語：Blackstone Apartments）又名花旗公寓，现名复兴公寓，是位于上海市徐汇区复兴中路1331号一幢历史公寓住宅，处在复兴中路南侧，东临伊丽莎白公寓，西接克莱门公寓。因其填充墙体和部分构件采用黑色石材，而得名黑石公寓。

## 历史
20世纪初受国外公寓经营的影响，大量公寓被建造于租界内。黑石公寓也建造于这一时期，但其具体建造时间则存在争议：一说建于1924年，一说建于1926年。二战后，联合国善后救济总署曾办公于此。1981年，公寓加建一层。目前公寓底层由徐汇区住房保障和房屋管理局使用，其余各层大部分为居民住宅。2005年，黑石公寓被选为第四批上海市优秀历史建筑。

## 建筑特色
黑石公寓占地面积0.14公顷，建筑面积4977平方米，为五层砖混结构建筑。该建筑风格为折衷主义风格，其北立面（主立面）左右对称，成“横五段，竖三段”的格式并使用曲面，具有巴洛克特征。建筑出入口出挑大门廊，使用简化的石雕科林斯双柱支撑，并带有丰富的古典主义装饰。其上二层则设置栈桥式露台，露台边缘为三段圆弧。建筑三至五层中部均设置弧形阳台，其中三层阳台以科林斯柱支撑。建筑屋顶中部弧形山墙和南立面顶部设置的扁圆形山花，均体现了巴洛克风格。